# Groupe d'astronautes 9

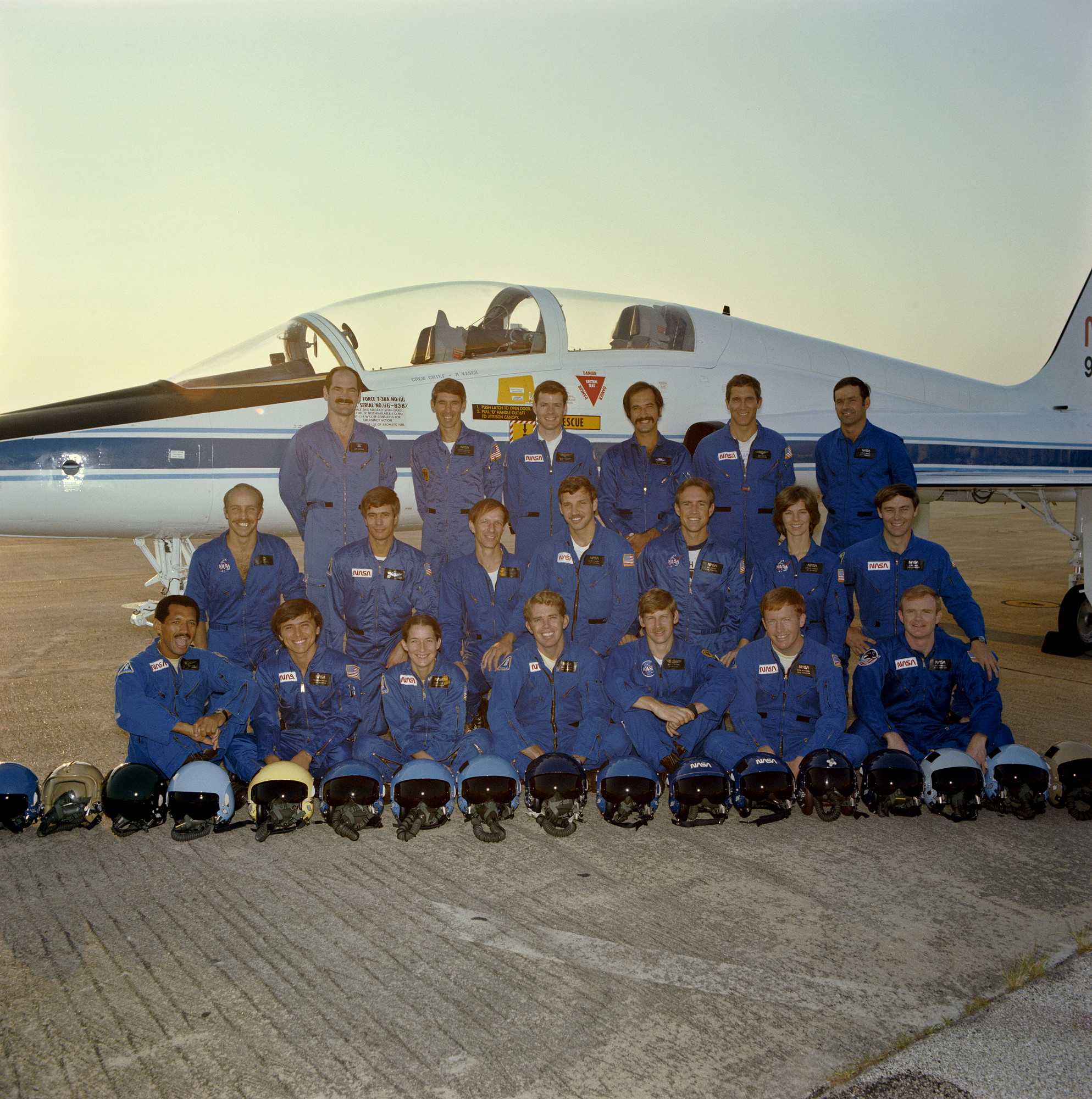
Groupe d'astronautes 9
Derrière, de gauche à droite: Gardner, Springer, O'Connor, Ockels, Smith, Lounge.
Milieu, de gauche à droite: Bagian, Blaha, Nicollier, Hilmers, Fisher, Dunbar, Ross.
Devant, de gauche à droite: Bolden, Chang-Diaz, Cleave, Leestma, Spring, Richards, Bridges.

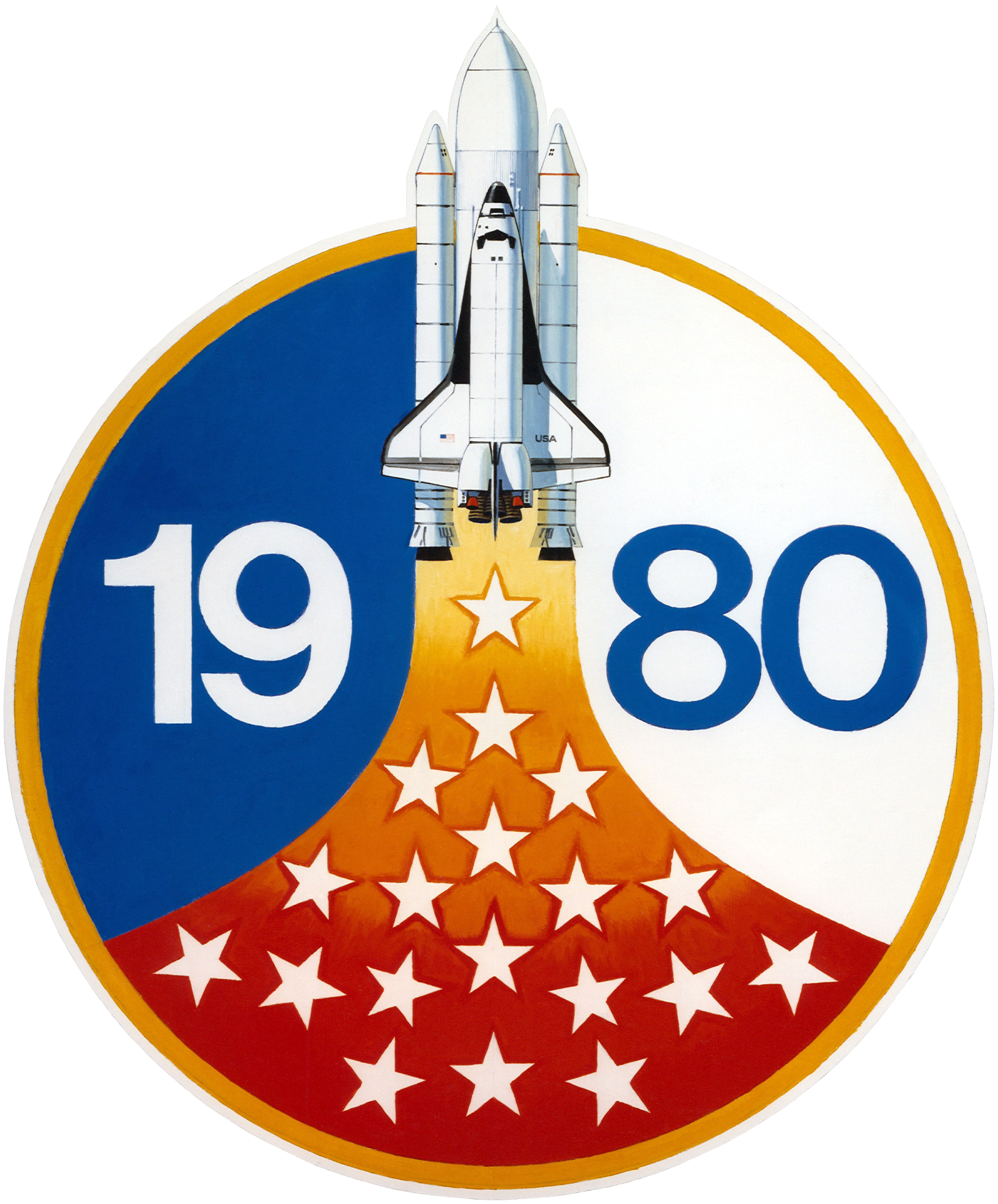
Patch du groupe 9 de la NASA.

Le groupe d'astronautes 9 (connu également sous le nom de « 19+80 ») est le neuvième groupe d'astronautes de la National Aeronautics and Space Administration (NASA) sélectionné en mai 1980, la première sélection de candidats astronautes en neuf ans depuis le groupe 7 en août 1969. 
Ce groupe, composé de 19 candidats, a été choisi pour compléter les 35 astronautes qui avaient été sélectionnés en 1978, et a marqué la première fois que les non-Américains ont été formés en tant que spécialistes de la mission avec les sélections des astronautes de l'ESA : Claude Nicollier et Wubbo Ockels.

En accord avec le groupe précédent, les candidats astronautes ont été divisés en pilotes et en spécialistes de mission, avec huit pilotes, onze spécialistes de mission, et deux spécialistes de mission internationale au sein du groupe.

## Premières réalisations
Dans ce groupe, un nombre important de premières pour des vols habités américains ont été atteints :
- Premier astronaute costaricain : Franklin Chang-Diaz (12 janvier 1986, STS-61-C)
- Premier citoyen néerlandais dans l'espace : Wubbo Ockels (30 octobre 1985, STS-61-A)
- Premier astronaute suisse : Claude Nicollier (31 juillet 1992, STS-46)
- Premier Afro-Américain de l'United States Marine Corps dans l'espace : Charles Bolden (12 janvier 1986, STS-61-C)
- Première personne à être lancé dans l'espace de plus de six fois : Jerry Ross (8 avril 2002, STS-110)
- Premier conjoint astronaute sélectionné comme astronaute : William Fisher (27 août 1985 STS-51-I; marié à Anna Fisher, Groupe d'astronautes 8)

## Membres du groupe

### Pilotes
- John E. Blaha (5 vols)[1] Retiré

STS-29 Discovery - Pilot: Déploiement de TDRS-D (en)
STS-33 Discovery - Pilot: Était classifié pour les missions du département de la Défense des États-Unis
STS-43 Atlantis - Commander: Déploiement de TDRS-E (en)
STS-58 Columbia - Commander: Spacelab : SLS-2
STS-79 Atlantis - Mission Specialist 4 : lancé pour un vol de longue durée à bord de Mir
Mir EO-22: Board Engineer 2
STS-81 Atlantis - Mission Specialist 4 : lancé pour un vol de longue durée à bord de Mir
- Charles F. Bolden, Jr. (4 vols)[2] Retiré, aussi ancien Administrateur de la NASA

STS-61-C Columbia - Pilot : déploiement du satellite de communications  Ku-1
STS-31 Discovery - Pilote : déploiement de Hubble
STS-45 Atlantis - Commander: ATLAS-1
STS-60 Discovery - Commander: Spacehab 2
- Roy D. Bridges, Jr. (1 vol)[3] Retiré

STS-51-F Challenger - Pilot: Spacelab 2
- Guy S. Gardner (2 vols)[4] Retiré

STS-27 Atlantis - Pilot: était classifié pour les missions du département de la Défense des États-Unis
STS-35 Columbia - Pilot: ASTRO-1
- Ronald J. Grabe (4 vols)[5] Retiré

STS-51-J Atlantis - Pilot: Était classifié pour les missions du département de la Défense des États-Unis
STS-30 Atlantis - Pilot: Déploiement de la sonde Magellan
STS-42 Discovery - Commander: Spacelab: IML-1
STS-57 Endeavour - Commander: Spacehab
- Bryan D. O'Connor (2 vols)[6] Retiré, actuel Chief of Safety and Mission Assurance de la NASA

STS-61-B Atlantis - Pilot: Déploiement de 3 satellites de communication
STS-40 Columbia - Commander: Spacelab: SLS-1
- Richard N. Richards (4 vols)[7] Retiré

STS-28 Columbia - Pilot: Était classifié pour les missions du département de la Défense des États-Unis
STS-41 Discovery - Commander : déploiement de Ulysses
STS-50 Columbia - Commander : Spacelab :  U.S. Microgravity Laboratory 1
STS-64 Discovery - Commander : Lidar In-space Technology Experiment (LITE)
- Michael J. Smith(1 vol) (1945-1986)[8] Décédé dans l'accident de la navette spatiale Challenger

STS-51-L Challenger - Pilot: Planifié pour le déploiement de TDRS-B (en)

### Spécialistes de mission
- James P. Bagian (2 vols)[9] Retiré

STS-29 Discovery - Mission Specialist 1: Déploiement de TDRS-D (en)
STS-40 Columbia - Mission Specialist 1: Spacelab: SLS-1
- Franklin Chang-Diaz(7 vols)[10] Retiré

STS-61-C Columbia - Mission Specialist 1: Déploiement du satellite de communications  Ku-1
STS-34 Atlantis - Mission Specialist 1: Déploiement de la sonde Galileo
STS-46 Atlantis - Mission Specialist 2: Déploiement de European Retrievable Carrier de l'ESA et a volé durant la mission TSS-1 pour le Tethered Satellite System
STS-60 Discovery - Mission Specialist 3: Spacehab 2
STS-75 Columbia - Mission Specialist 4/Payload Commander: Mission TSS-1 pour le Tethered Satellite System
STS-91 Discovery - Mission Specialist 2: mission final de Shuttle/Mir
STS-111 Endeavour - Mission Specialist 1: Installe le Mobile Base System pour Canadarm2 sur l'ISS
- Mary L. Cleave (2 vols)[11] Retiré

STS-61-B Atlantis - Mission Specialist 1: Déploiement de 3 satellites de communications
STS-30 Atlantis - Mission Specialist 2: Déploiement de la sonde Magellan
- Bonnie J. Dunbar (5 vols)[12] Retiré

STS-61-A Challenger - Mission Specialist 1: Spacelab D1
STS-32 Columbia - Mission Specialist 1: Déploiement du satellite SYNCOM IV-F5 ; récupération du Long Duration Exposure Facility
STS-50 Columbia - Mission Specialist 1: Spacelab:  U.S. Microgravity Laboratory 1
STS-71 Atlantis - Mission Specialist 3: Premier amarrage de Shuttle/Mir
STS-89 Endeavour - Mission Specialist 3: Huitième amarrage de Shuttle/Mir
- William Frederick Fisher(1 vol)[13] Retiré

STS-51-I Discovery - Mission Specialist 3 : déploiement de 3 satellites de communications
- David C. Hilmers (4 vols)[14] Retiré

STS-51-J Atlantis - Mission Specialist 1: Était classifié pour les missions du département de la Défense des États-Unis
STS-26 Discovery - Mission Specialist 3: Mission de la navette « Return-to-Vol » à la suite de l'accident de la navette spatiale Challenger; déploiement du satellite TDRS-C (en)
STS-36 Atlantis - Mission Specialist 2: Était classifié pour les missions du département de la Défense des États-Unis
STS-42 Discovery - Mission Specialist 2: Spacelab: IML-1
- David Leestma (3 vols)[15] Retiré, mais travaille encore pour la NASA en tant que Manager de JSC’s Advanced Planning Office

STS-41-G Challenger - Mission Specialist 3: Déploiement de Earth Radiation Budget Satellite
STS-28 Columbia - Mission Specialist 2: Était classifié pour les missions du département de la Défense des États-Unis
STS-45 Atlantis - Mission Specialist 2: ATLAS-1
- John M. Lounge (3 vols) (1946-2011)[16] Décédé

STS-51-I Discovery - Mission Specialist 2: Déploiement de 3 satellites de communications
STS-26 Discovery - Mission Specialist 1: Mission de la navette « Return-to-Vol » à la suite de l'accident de la navette spatiale Challenger; déploiement du satellite TDRS-C (en)
STS-35 Columbia - Mission Specialist 2: ASTRO-1
- Jerry L. Ross (7 vols)[17] Retiré, mais travaille encore pour la NASA en tant que Chief of JSC’s Vehicle Integration Test Office

STS-61-B Atlantis - Mission Specialist 2: Déploiement de 3 satellites de communications
STS-27 Atlantis - Mission Specialist 2: Était classifié pour les missions du département de la Défense des États-Unis
STS-37 Atlantis - Mission Specialist 1 : lancement de Compton Gamma Ray Observatory
STS-55 Columbia - Mission Specialist 1 : Spacelab: D2
STS-74 Atlantis - Mission Specialist 2 : second amarrage de Shuttle/Mir
STS-88 Endeavour - Mission Specialist 1 : première mission de la navette à la Station spatiale internationale; livraison de Unity et des deux premiers Pressurized Mating Adapter.
STS-110 Atlantis - Mission Specialist 1: Livraison de la poutre S0 et les Mobile Transporter par le Canadarm2 pour l'International Space Station (ISS)
- Sherwood C. Spring (1 vol)[18] Retiré

STS-61-B Atlantis - Mission Specialist 3: Déploiement de 3 satellites de communications
- Robert C. Springer (2 vols)[19] Retiré

STS-29 Discovery - Mission Specialist 3: Déploiement de TDRS-D (en)
STS-38 Atlantis - Mission Specialist 1: Était classifié pour les missions du département de la Défense des États-Unis

### Spécialistes de mission internationale
- Claude Nicollier (4 vols)[20] Retiré

STS-46 Atlantis - Mission Specialist 3: déploiement de l'European Retrievable Carrier de l'ESA et vol durant la TSS-1 mission de Tethered Satellite System
STS-61 Endeavour - Mission Specialist 3: Hubble Servicing Mission 1
STS-75 Columbia - Mission Specialist 3: Mission TSS-1R du Tethered Satellite System
STS-103 Discovery - Mission Specialist 5: Hubble Servicing Mission 3A
- Wubbo Ockels (1 vol) (1946-2014)[21] Décédé

STS-61-A Challenger - Payload Specialist 3: Spacelab: D1